# Lâu đài Lipowiec
Lâu đài Lipowiec - Tàn tích của lâu đài Kraków Bishops ở Jura Ba Lan. Gần làng Babice ở hạt Chrzanów, tỉnh Lesser Ba Lan, ở miền nam Ba Lan.

## Lịch sử
Lâu đài được đề cập lần đầu tiên vào thế kỷ 13 khi được mua bởi giám mục Kraków Prandota. Năm 1295, lâu đài thuộc về giám mục Jan Muskata. Trong thời đại của ông, nền tảng ban đầu đã được phát triển đáng kể. Những cấu trúc đá đầu tiên được xây dựng.
Hình dạng hiện tại của lâu đài được phát triển vào thế kỷ 15 bởi Wojciech Jastrzębiec (1412-1423) và Zbigniew Oleśnicki (1423-1451). Từ cuối thế kỷ 15, lâu đài đã được sử dụng như một nhà tù dành cho những thầy tu phạm tội.
Sự xuống cấp của ngày lâu đài do một đám cháy vào năm 1629, và trận đại hồng thủy Thụy Điển khi nó được đốt cháy một lần nữa trong năm 1655/1657. 

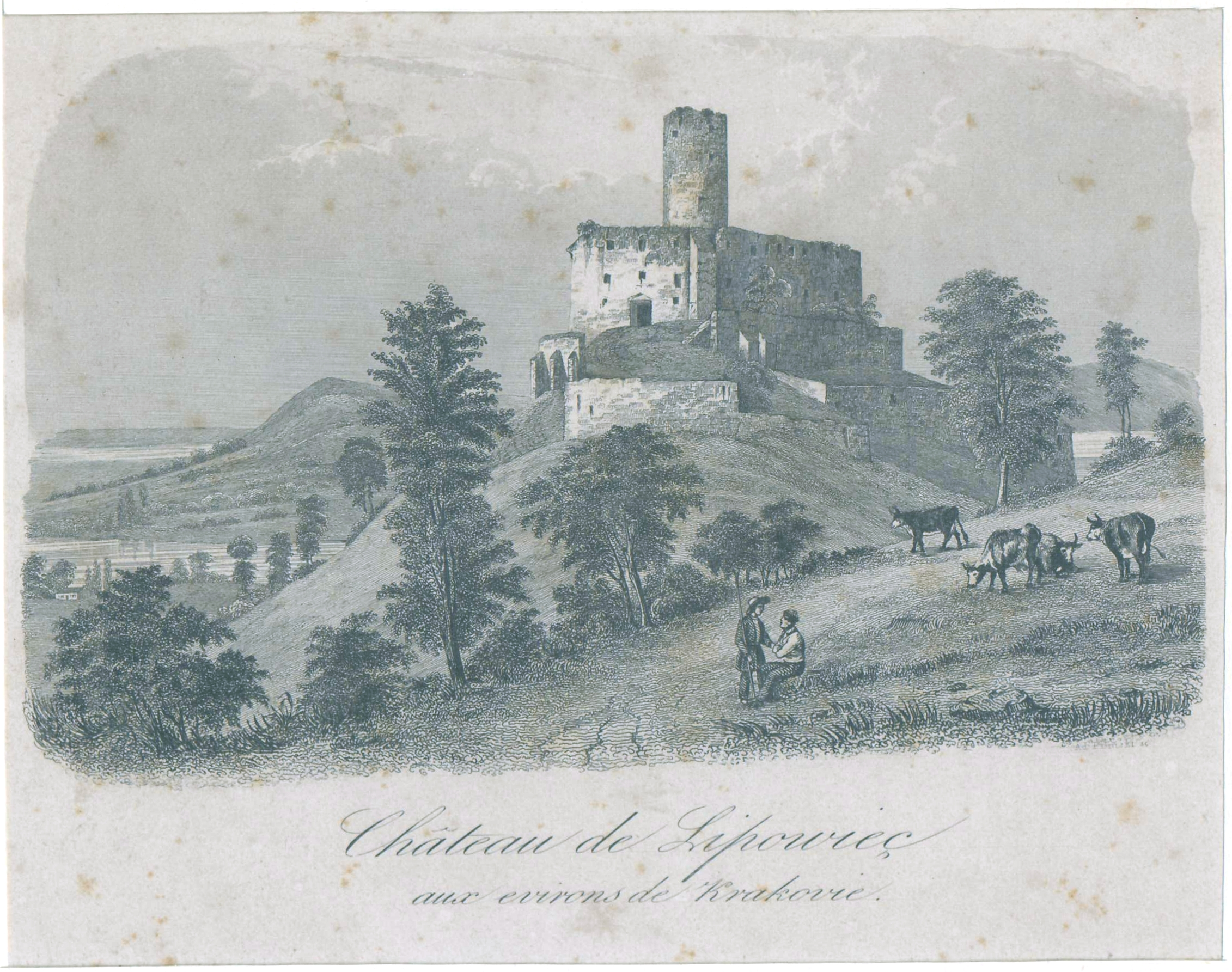
Bản vẽ của di tích thế kỷ 19

Năm 1789 sau cái chết của Giám mục Kajetan Sołtyk Kraków và sau khi chia cắt Ba Lan, lâu đài thuộc về Hoàng đế Joseph II. Năm 1800, lửa đã phá hủy hầu hết các tòa nhà. Kể từ đó, lâu đài vẫn có người ở. Trong cuộc nổi dậy tháng 1 năm 1863, quân đội của tướng quân Mary Langiewicz trú ẩn trong lâu đài.